# 輝面龍政樹
輝面龍 政樹（きめんりゅう まさき、1969年（昭和44年）9月29日 - ）は、岐阜県養老郡養老町出身で高砂部屋に所属していた元大相撲力士。本名は日比 政樹（ひび まさき）。身長190cm、体重137kg。星座は天秤座、血液型B型。得意手は突き、押し、右四つ、上手投げ。最高位は東幕下4枚目（1999年11月場所）。趣味はスキー。

## 略歴
- 養老町立高田中学校卒業後、高砂部屋に入門し、1985年3月場所に初土俵を踏む。長身を生かしての上手投げを得意としたが、当初はなかなか勝ち星が挙がらず序ノ口、序二段で苦労した。しかし三段目に昇進してからは相撲が速くなり、幕下まで昇進した。一旦怪我で番付を三段目に陥落させるも不屈の闘志で幕下に復帰し、一時は十両を窺う地位にまでつけたが、下半身の粘りが不足しているため十両昇進は果たせなかった。晩年は幕下と三段目の往復が続いたが、ベテランの味を発揮する懸命の土俵を続け、2007年5月場所は幕下に復帰した場所で見事6勝1敗の好成績を挙げた。
- 鬼面龍時代、巡業などで弓取式の経験があり、部屋の大関小錦の横綱昇進後に本場所の土俵で弓取をやるはずだったが、小錦の横綱昇進が幻となったため、実現しなかった。なお、番付上横綱不在の時期（1992年7月~1993年1月）は別な力士が弓取を務めた。
- 幕下以下での相撲ぶりに加え、朝青龍の横綱昇進後は、付け人頭としての活躍が注目されていた。朝青龍の取組時に花道奥で控える姿や、結びの一番で負け残りの控え力士しかいない時に浴衣を片肌脱いで朝青龍に力水を付ける姿を見ることができた。以前は元大関小錦の付け人でもあった。
- 2003年7月場所と同年9月場所に、後に横綱となる白鵬と対戦し、いずれも勝利している。
- 入門した時の師匠は元横綱・3代目朝潮、その後元小結・富士錦、元大関・4代目朝潮と3代の師匠に仕え、26年間現役を務めたが、2010年9月場所を最後に引退した。
- 3代目朝潮の元弟子としては最後の現役力士であった。

## 各段優勝
- 三段目優勝：1回（1997年5月場所）

## 記録
- 通算成績：534勝519敗18休
- 通算在位：154場所（史上3位。関取未経験者では史上1位）
- 幕下在位：94場所（史上5位。関取未経験者では史上1位）

## 改名歴
- 日比 政樹（ひび まさき） 1985年3月場所 - 1986年5月場所
- 鬼面龍 政樹（きめんりゅう - ） 1986年7月場所 - 1996年7月場所
- 輝面龍 政樹 （上記と同じ）1996年9月場所 - 2010年9月場所
  - 鬼面龍の四股名は、同じ養老町出身の第13代横綱・鬼面山谷五郎より由来。